# Mouvement populaire calédonien
Le Mouvement populaire calédonien (MPC) est un parti politique néo-calédonien de droite anti-indépendantiste créé par l'ancien député UMP Gaël Yanno et ses partisans au sein du Rassemblement-UMP le 28 mars 2013, en désaccord de plus en plus marqué avec le président de ce dernier parti Pierre Frogier à la suite des échecs des élections législatives de juin 2012. Son congrès fondateur se tient à Nouméa le 27 juillet 2013, lors duquel Gaël Yanno, seul candidat, est élu président du parti, tandis que Jean-François Copé y prononce un message vidéo de soutien, indiquant vouloir faire en sorte que le MPC soit associé directement à l'Union pour un mouvement populaire (UMP), ce qui est chose faite en janvier 2014. Le mouvement participe au vote qui amène le changement de statuts, de direction et de nom de l'UMP pour devenir Les Républicains le 28 mai 2015. Il est allié localement au sein de l'Union pour la Calédonie dans la France (UCF) avec le Rassemblement pour la Calédonie (RPC, fondé en 2006 par les fidèles de Jacques Lafleur) d'Isabelle Lafleur jusqu'en juillet 2015 et avec le Mouvement républicain calédonien (MRC, créé en 2011 par des opposants à la proposition de Pierre Frogier de lever les deux drapeaux sur les édifices publics) du conseiller municipal de Nouméa Philippe Blaise jusqu'en juillet 2017. Il est par la suite allié à Calédonie ensemble et au Rassemblement dans un « intergroupe » jusqu'en août 2018, puis uniquement au Rassemblement jusqu'en février 2019. Il participe à la création de l'alliance non-indépendantiste L'Avenir en confiance qui l'unit toujours au Rassemblement mais aussi aux Républicains calédoniens (parti créé en décembre 2017 par des dissidents de tous les autres partis loyalistes, dont le MPC) de Sonia Backès, ainsi qu'à la coalition Les Loyalistes qui élargit cette coopération à l'ensemble du camp non-indépendantiste (excepté Calédonie ensemble) pour mener des campagnes communes pour le « non » lors des référenda sur l'indépendance de l'archipel de 2020 et 2021.

## Du courant interne au Rassemblement-UMP à la dissidence
Le MPC a été créé sur la base de ce que les médias locaux ont progressivement appelé, le « clan nouméen » ou « tendance Yanno » ou des « Yannistes » au sein du Rassemblement-UMP, né au lendemain de l'échec des deux candidats du parti aux élections législatives de 2012 (Éric Gay dès le premier tour dans la 2e circonscription, le sortant Gaël Yanno au second tour dans la 1re circonscription). Ce courant interne se regroupe alors  autour de Gaël Yanno qui avait à l'origine montré des réticences à l'égard des propositions et choix stratégiques de Pierre Frogier de rapprochement avec les indépendantistes depuis 2010 (surtout à l'égard des deux drapeaux, tout en soutenant cette idée par la suite et présidant à la cérémonie de leur levée à l'hôtel de ville de Nouméa). Il ne s'est fait battre aux législatives qu'au second tour, obtenant de plus le meilleur score au 1er tour, et avait fait campagne en prenant ses distances avec la « démarche Frogier », en la basant sur son bilan et sur un discours résolument anti-indépendantiste et de droite (mettant l'accent sur la lutte contre la délinquance juvénile, la remise en cause du gel du corps électoral avec l'organisation le 16 mai d'une réunion avec des exclus de la liste électorale spéciale à l'hippodrome Henri Milliard de l'Anse Vata à Nouméa,, mais aussi en ne faisant afficher dans ses réunions et meetings que le drapeau tricolore, alors que Éric Gay utilisait également le drapeau dit « Kanaky » au côté de l'étendard national).
Il est entouré après les élections législatives par plusieurs représentants de la jeune garde, essentiellement habitants ou implantés électoralement dans le chef-lieu (Sonia Backès, Gil Brial, Isabelle Champmoreau), mais aussi des figures de la « vieille garde » qui n'ont jamais caché leurs critiques à l'égard de Pierre Frogier depuis son arrivée à la tête du parti en 2005, notamment Pierre Bretegnier (qui n'a pas rejoint le MPC à sa création, mais qui le fait plus tard, en mars 2014). Pour eux, la défaite est bien un vote sanction à l'égard de la ligne choisie à partir de 2009 et, s'ils reconnaissent que les gestes de Pierre Frogier étaient « forts et symboliques », ils n'ont été finalement que des « concessions unilatérales » sans contrepartie ni geste réciproque du côté indépendantiste. Pour eux, le Rassemblement-UMP doit abandonner sa collaboration institutionnelle (mais pas le dialogue) avec les indépendantistes et se concentrer sur une nouvelle « entente républicaine », incluant même Calédonie ensemble (que les membres de l'entourage de Gaël Yanno critiquent toutefois tout aussi durement que les proches de Pierre Frogier). Leur clivage avec les partisans de Pierre Frogier (Éric Gay, Cynthia Ligeard surtout mais aussi Jean-Claude Briault), surnommés pour leur part le « clan du Mont-Dore », « tendance Frogier », les « Frogieristes » ou les « Mont-Doriens », se déplace aussi peu à peu au niveau de l'organisation interne du parti, les « Yannistes » se présentant bientôt comme des « rénovateurs » défendant plus de démocratie au sein du mouvement, demandant tout particulièrement un vote à bulletin secret sur la ligne politique au congrès du 20 avril 2013, la reconnaissance de plusieurs courants (sur le modèle des courants de l'UMP sur le plan national) et l'organisation de primaires pour désigner les têtes de liste aux élections municipales et provinciales de 2014.
Le 15 février 2013, dans un entretien accordé à la web TV Koodji, Sonia Backès, secrétaire générale par intérim du Rassemblement-UMP et soutien de Gaël Yanno, relaie et résume un certain nombre de positions des partisans de ce dernier. Sur les « constats » à faire des élections législatives : « le premier constat, c'est que les électeurs ont sanctionné la politique menée par le Rassemblement depuis deux ans, et le deuxième c'est que les indépendantistes ne nous ont renvoyé aucun des gestes que nous avons fait ». Et sur la « ligne politique » à « infléchir », elle demande d'une part « revoir notre lien avec les partis indépendantistes : on peut tout à fait discuter et négocier avec les indépendantistes sans pour ça faire alliance et continuer à faire des concessions systématiquement et céder à chaque fois qu'ils font une demande » ; et d'autre part, « travailler avec l'ensemble des partis loyalistes ». Enfin sur le « désaccord de fonds sur la ligne politique » avec « un Pierre Frogier, un Éric Gay, Cynthia Ligeard » et la manière de le « trancher », elle rappelle que « avec Gaël Yanno et un certain nombre d'autres élus », ces « rénovateurs » veulent « un vote à bulletin secret, pas un plébiscite à l'applaudimètre [...] de manière à ce que les militants puissent enfin s'exprimer sur ces sujets qui sont essentiels pour l'avenir du Rassemblement mais surtout pour l'avenir de la Nouvelle-Calédonie », pour « clarifier les choses » sur la « solution dans la France » et ne « pas continuer à s'entretuer entre loyalistes ».
Après une conférence de presse des représentants de cette tendance tenue le 16 février 2013, lors de laquelle ils menacent : « si dans trois semaines, [les partisans de Pierre Frogier] continuent de nous dire "si ça ne vous plaît pas, dégagez", nous prendrons nos responsabilités », Gaël Yanno et Sonia Backès sont suspendus par Pierre Frogier le 18 février suivant de leurs fonctions au sein la direction du parti au motif que « votre ligne politique incarne tous les conservatismes et tous les archaïsmes en nous ramenant 25 ans en arrière, loin du projet audacieux et novateur que porte aujourd'hui le Rassemblement, pour enraciner durablement la Calédonie dans la France », pour avoir « choisi de mettre vos différends sur la place publique et de faire la promotion de votre seule analyse politique au détriment du projet porté majoritairement par le Rassemblement » et « directement porté atteinte à l'intégrité de notre parti ». Sonia Backès réagit à cette décision en déclarant : « Après nous être fait menacés, insultés, nous voilà désormais suspendus de nos fonctions au Rassemblement. Il ne fait pas bon demander de la démocratie... Pas de commission disciplinaire, pas de comité directeur, pas de vote, le fait du prince ».
La rupture est consommée le 28 mars 2013, lorsque Gaël Yanno et ses partisans font dissidence pour créer le Mouvement populaire calédonien (MPC), avec le soutien sur le plan national de Jean-François Copé. Une direction provisoire de huit porte-paroles est constituée en l'attente de son congrès fondateur. Dans le même temps, le nouveau parti lance un appel à l'ensemble des forces opposées à l'indépendance à se regrouper dans une « Union pour la France ».

## Prises de position principales

### Charte des valeurs
Dès sa création, le MPC indique vouloir adopter rapidement un charte des valeurs devant reposer sur deux points principaux : 
- l'anti-indépendantisme : « En ce qui concerne l’avenir institutionnel de la Nouvelle-Calédonie : incarner le rempart contre l’indépendance tout en étant en mesure de négocier avec les indépendantistes une solution durable dans la France ».
- « En ce qui concerne le quotidien des calédoniens : apporter des réponses concrètes à leurs  préoccupations en matière de vie chère, sécurité, protection sociale, logement, emploi, etc. »

Cette charte, très proche de celle de l'UMP, est rendue publique le 19 juillet 2013. Outre un préambule qui confirme l'orientation anti-indépendantiste du parti ainsi que certaines positions déjà affirmées par les dirigeants du parti (opposition au gel du corps électoral), il affirme :
- une méthode se voulant basée sur deux slogans : d'abord « écouter ; comprendre, faire participer, respecter » (mettant en avant une forme de démocratie participative et militante, ce qu'il appelle « proximité, démocratie directe, dialogue social » ainsi qu'une reconnaissance implicite des courants internes sur le modèle de l'UMP depuis 2012, en indiquant qu'« aucun point de vue n’est négligeable »), mais aussi « anticiper, décider, agir » ;
- ses valeurs clairement affirmées dans le cadre de principes libéraux-conservateurs : « Nous respectons [la] liberté [de la personne humaine] et tenons chacun pour responsable de ses actes, en refusant le déterminisme social. Nous rejetons les systèmes, les idéologies qui étouffent la liberté en cherchant à tout encadrer. » La charte met en avant les notions et concepts de libertés et responsabilités individuelles, de travail, de « mérite », de libéralisme économique basé sur « l’innovation, la recherche, l’imagination, la compétitivité, l’envie de créer et l’esprit d’entreprise », de sécurité, d'autorité, de « réussite individuelle et réussite collective », de famille, de solidarité intergénérationnelle, d'un modèle de sécurité sociale rejetant « l'assistanat » et « la fraude » et de ce qu'il appelle un « juste effort de solidarité [qui] ne doit pas être confiscatoire et décourager la prise de risque ».

### Position sur l'avenir institutionnel
Lors du congrès fondateur du 27 juillet 2013, Gaël Yanno précise le statut futur de la Nouvelle-Calédonie que son parti compte défendre à travers les échéances électorales de 2014, les consultations d'autodétermination prévues par l'accord de Nouméa et les négociations de sortie de cet accord : une « collectivité de la République Française de type fédéré ». Le MPC prend donc une position fédéraliste qui avait déjà été portée par le passé par des personnalités du RPCR (Dick Ukeiwé en 1985, Pierre Bretegnier en 2006).

### Alliances
Au moment de la création du MPC, Gaël Yanno affirme vouloir réunir autour d'un certain nombre de principes communs l'ensemble des partis anti-indépendantistes, dans le but de contrebalancer le FLNKS, un projet qu'il appelle dans un premier temps « l'Union pour la France » (UPF).
Finalement, le 17 octobre 2013, et en vue des échéances électorales de 2014 (municipales et provinciales), le MPC participe à la formation de l'Union pour la Calédonie dans la France (UCF) l'unissant au Rassemblement pour la Calédonie (RPC, regroupant depuis 2006 les plus fidèles partisans de Jacques Lafleur) d'Isabelle Lafleur et au Mouvement républicain calédonien (MRC, fondé en 2011 par des opposants à la proposition des deux drapeaux) du conseiller municipal de Nouméa Philippe Blaise. Ils signent « un socle commun de valeurs » en huit points, dont surtout « le maintien de manière durable, dans une large autonomie, de la Calédonie dans la République française », « le retour d’une citoyenneté calédonienne ouverte, avec une condition d’accès de dix ans glissants et l’intégration des conjoints, au terme de l’Accord de Nouméa », « le non-transfert des compétences de l’article 27 de la loi organique », « la garantie du droit de propriété de tous les habitants de la Nouvelle-Calédonie », « la révision de la clé de répartition » entre les provinces, « la mise en place de pratiques de bonne gouvernance, pour garantir l’intégrité des élus calédoniens » ou encore « la recherche d’un drapeau » et « le maintien du nom du pays ». Cette UCF apparaît alors comme l'une des trois forces anti-indépendantistes en présence pour les scrutins de 2014, avec le Front pour l'unité (nom pris pour la campagne par l'Engagement pour une Calédonie dans la France ou ECF, qui regroupe autour du Rassemblement-UMP de Pierre Frogier le LMD de Simon Loueckhote, l'Avenir ensemble d'Harold Martin et Didier Leroux) et Calédonie ensemble.

### Lien avec l'UMP puis Les Républicains
Une lettre de soutien de Jean-François Copé est présentée à la presse par Gaël Yanno le jour de la création du parti, tandis qu'il est indiqué que « les élus du Mouvement Populaire Calédonien sont des élus de l’UMP ». Un discours vidéo de Jean-François Copé est ensuite diffusé le jour du congrès fondateur le 27 juillet 2013.
Le 2 décembre 2013, Gaël Yanno obtient l'investiture de l'UMP pour les élections municipales de mars 2014 à Nouméa, la commission nationale d'investiture l'ayant finalement préféré à Jean-Claude Briault (candidat du Rassemblement-UMP et de l'ECF soutenu par le maire sortant Jean Lèques qui ne se représente pas) après avoir réalisé un sondage à Nouméa pour les départager.
Le 25 janvier 2014, l'association entre l'UMP et le MPC est adoptée et officialisée par le conseil national du parti métropolitain.
Puis, après la transformation de l'UMP en Les Républicains le 30 mai 2015, le MPC participe à la création le 12 juin 2015 d'une coordination de ce nouveau parti en Nouvelle-Calédonie avec Le Rassemblement. Des divisions avec ce dernier sur plusieurs points par la suite (candidat à la présidence du Congrès, formation d'un groupe politique commun, ce à quoi le MPC s'oppose) fait que le parti finit par se désengager de cette coordination et perd son association officielle avec le mouvement métropolitain. Cependant, les membres du MPC restent tous militants des Républicains. Par ailleurs, une des cadres, Sonia Backès, fait dissidence pour rejoindre le groupe commun des Républicains au Congrès, dont elle prend la présidence. Le RPC rompt à cette occasion son alliance avec le MPC au sein de l'UCF pour rejoindre également ce nouveau groupe. 
Le MPC s'engage totalement pour Alain Juppé dans le cadre de la primaire ouverte de la droite et du centre de novembre 2016, Gil Brial étant le président de son comité de soutien local. Plusieurs personnalités de Calédonie ensemble (Nicolas Metzdorf, Corine Voisin, Nicole Robineau) et des Républicains (Simon Loueckhote, Didier Leroux, Grégoire Bernut) font également partie de ce comité de soutien.

## Direction

### Direction collégiale transitoire
En attendant son Congrès fondateur, le MPC s'est doté le jour de sa création le 28 mars 2013 d'une direction collégiale composée de huit porte-paroles :
- Gaël Yanno, 1er adjoint au maire de Nouméa depuis 2001, secrétaire national de l'UMP depuis 2011, ancien député de 2007 à 2012, ancien élu au Congrès et à l'Assemblée de la Province Sud de 1989 à 1999, ancien vice-président et porte-parole du Rassemblement-UMP de 2012 à 2013.
- Sonia Backès, membre du gouvernement de la Nouvelle-Calédonie depuis 2009, elle en est la porte-parole depuis 2011, ancienne élue au Congrès et à l'Assemblée de la Province Sud en 2009, ancienne secrétaire générale par intérim du Rassemblement-UMP de 2012 à 2013, ancienne secrétaire générale en Nouvelle-Calédonie du Syndicat des fonctionnaires de catégorie A - Confédération générale des cadres (SFA-CGC) de 2004 à 2006 puis présidente de l'Union territoriale de la CFE-CGC de 2006 à 2008.
- Gil Brial, 3e vice-président de l'Assemblée de la Province Sud depuis 2012, élu au sein de cette assemblée depuis 2009, ancien chef du groupe Rassemblement-UMP en son sein de 2009 à 2013, ancien coresponsable du mouvement des jeunes du Rassemblement-UMP de 2005 à 2009, ancien secrétaire général adjoint du SFA-CGC de 2004 à 2006 puis secrétaire général de 2006 à 2007, arrière-petit-fils de l'ancienne lavelua ou reine d'Uvéa à Wallis Aloïsia Brial.
- Shonu Wayaridri, collaborateur de la mairie de Nouméa chargé de la proximité dans les quartiers depuis 2008, ancien président de la section des Loyaltiens du Grand Nouméa du Rassemblement-UMP de 2009 à 2013, ancien cadre jusqu'en 2013 du mouvement mélanésien du Rassemblement-UMP, ancien candidat suppléant de Gaël Yanno aux élections législatives de 2012.
- Peau Joseph Tipotio, chef coutumier (heu) wallisien en Nouvelle-Calédonie représentant le village de Vaitupu dans le district de Hihifo et dissident de la chefferie de Setefano Vili et Aloïsio Sako depuis 2005, président de l'Union Rugby Club de Dumbéa (URCD) depuis 2009, ancien secrétaire général du Syndicat des travailleurs et ouvriers du Pacifique (STOP) de 2001 à 2005.
- Jean-Charles Moglia, 1er adjoint au maire de Sarraméa depuis 2010, conseiller municipal de cette commune depuis 1989.
- Véronique Girard.
- Jean Wasman, 14e adjoint au maire de Nouméa depuis 2008, président ou membre de plusieurs associations coopératives ou culturelles de la communauté indonésienne.

### La présidence Yanno
Gaël Yanno est le premier président du parti, élu le 27 juillet 2013 à l'unanimité lors du congrès fondateur, étant le seul candidat. Il nomme le 31 juillet 2013 Sonia Backès comme secrétaire générale, et Gil Brial comme porte-parole. Sonia Backès démissionne de son poste de secrétaire général le 10 juillet 2015, tout en restant adhérente.

### La présidence Brial
Le 18 juillet 2018, Gil Brial est élu pour prendre la présidence du parti, à la place de Gaël Yanno, mis en minorité.

## Élus

### Parlementaire
Le parti, au moment de sa création, ne dispose d'aucun parlementaire national. Son principal dirigeant, Gaël Yanno, a été député de la 1re circonscription (Nouméa, l'île des Pins et les îles Loyautés) sous les couleurs de l'UMP de 2007 à 2012, après avoir été le suppléant du député Jacques Lafleur de 1997 à 2007.

### Membre du gouvernement

#### Gouvernement Martin VI (de 2013 à 2014)
Sur les deux membres élus en 2011 comme Rassemblement-UMP au sein du gouvernement local présidé par Harold Martin (Avenir ensemble), Sonia Backès est la seule à rejoindre le MPC. Porte-parole de l'exécutif néo-calédonien depuis 2011, elle y est chargée de l'animation et du contrôle des secteurs du Budget, des Finances, de la Fiscalité, de l'Économie numérique et de l'Énergie, ainsi que des Questions liées à la Communication audiovisuelle, à l'Enseignement supérieur et à la Recherche. Elle a également été chargée du Transfert de l'enseignement jusqu'au 1er janvier 2012. Elle avait déjà été membre du précédent gouvernement présidé par Philippe Gomès (Calédonie ensemble) de 2009 à 2011, chargée à l'époque de l'Enseignement et des Questions relatives à l'Enseignement supérieur.

#### Gouvernement Ligeard (de 2014 à 2015)
À la suite des élections provinciales de 2014, Sonia Backès est la seule élue au nouveau gouvernement de la liste de l'UCF le 6 juin 2014 (qui a recueilli la totalité des six voix détenues désormais par cette alliance au Congrès). Le 26 juin 2014, lors de la répartition des secteurs d'animation et de contrôle, Sonia Backès reçoit ceux de la Protection sociale, de la Solidarité, du Handicap, de l'Agriculture, de l'Élevage, de la Pêche et de la Politique de la famille. 

#### Gouvernement Germain I (de 2015 à 2017)
Sonia Backès est reconduite, avec les mêmes secteurs d'attribution de la Protection sociale, de la Solidarité, du Handicap, de l'Agriculture, de l'Élevage, de la Pêche et de la Politique de la famille, dans le 14e gouvernement issu du statut de l'accord de Nouméa, élu le 31 décembre 2014 mais devenu officiellement opérationnel à la suite de l'élection de son président et de son vice-président le 1er avril 2015. En son sein, elle a adopté une position d'opposition à l'égard de son président, Philippe Germain, et de son parti, Calédonie ensemble.
Sonia Backès démissionne du gouvernement le 10 juillet 2015, et est alors remplacée par Isabelle Champmoreau. Puis, cet exécutif démissionne le 19 août 2017 (tout en continuant à expédier les affaires courantes jusqu'à la mise en place de son successeur le 1er décembre 2017), et aucun membre du MPC n'est élu dans le nouveau gouvernement.

### Élus du Congrès

#### Troisième mandature de l'accord de Nouméa (de 2013 à 2014)
À sa création, le MPC ne dispose que d'une seule élue sur 54 au Congrès de la Nouvelle-Calédonie : Alexandra Malaval-Cheval, élue en 2009 dans cette institution et à l'Assemblée de la Province Sud sur la liste du Rassemblement-UMP menée par Pierre Frogier. Au 21 avril 2013, elle reste indiquée comme membre du groupe du Rassemblement-UMP au Congrès, dont elle est la benjamine. Elle est rapporteur de la commission des infrastructures publiques et de l'énergie depuis 2009, mais aussi membre de la commission de l’organisation administrative et de la fonction publique et de celle du travail et de la formation professionnelle depuis 2009 ainsi que de celle de la législation et de la règlementation générales depuis 2011 (elle en fut la vice-présidente de 2011 à 2012). Elle a également été membre du bureau du Congrès en tant que secrétaire de 2010 à 2011.
Le 1er mars 2014, à la fin de la mandature, un ralliement de poids s'opère en faveur du MPC et au détriment du Rassemblement-UMP : Pierre Bretegnier, signataire des accords de Matignon-Oudinot de 1988, élu au Congrès et à l'Assemblée de la Province Sud depuis 1989 sur les listes du RPCR puis Rassemblement-UMP, ancien vice-président de la Province Sud aux côtés de Jacques Lafleur de 1989 à 2004, président de la commission permanente du Congrès de 2009 à 2011 et de 2012 à 2013, président du groupe Rassemblement-UMP de cette institution de 2012 à 2013, président de la commission intérieure de la Législation et de la Réglementation économiques et fiscales depuis 2009. Il a également été membre du bureau du Congrès en tant que vice-président de 2011 à 2013.

#### Quatrième mandature (de 2014 à 2019)
Aux élections provinciales du 11 mai 2014, le MPC obtient trois élus au Congrès (Sonia Backès remplacée le 5 juin 2014 par Isabelle Champmoreau, Gaël Yanno et Gil Brial) sur les six de la liste UCF présentée en Province Sud. Ils forment un groupe commun de six membres qui reprend le nom d'UCF, présidé par Sonia Backès jusqu'à son entrée au gouvernement le 5 juin 2014 puis par Isabelle Champmoreau, et vice-présidé par Gil Brial. L'UCF forme alors une alliance, baptisée « Contrat de gouvernance solidaire », avec les deux autres forces non-indépendantistes représentée au Congrès, Calédonie ensemble et le FPU. Dans ce cadre, Gaël Yanno est élu président du Congrès le 23 mai 2014 au premier tour avec 29 voix contre 15 à Caroline Machoro du groupe UC-FLNKS et Nationaliste et 9 à Émile Néchéro de l'UNI. Le MPC obtient également les postes de secrétaire de la commission permanente et de présidente de la commission de l'enseignement et de la culture, tous deux occupés successivement par Sonia Backès jusqu'au 5 juin 2014 puis par Isabelle Champmoreau, tandis que Gaël Yanno est également président de la commission intérieure spéciale chargée de la refonte du règlement intérieur du Congrès. Le 10 juillet 2015, Sonia Backès redevient membre du Congrès (tandis qu'Isabelle Champmoreau quitte l'assemblée pour devenir membre du gouvernement Germain) et rejoint, contre l'avis de son parti, le nouveau groupe Les Républicains. 
Désormais réduite à 3 élus dont 2 du MPC, l'UCF ne peut plus constituer de groupe politique et donc ne peut pas présenter seul de candidats pour le renouvellement du bureau du 16 juillet 2015, d'autant que Gaël Yanno et les deux membres qui lui sont restés fidèles refusent de rallier les candidatures communes des groupes Les Républicains et Calédonie ensemble. Au premier tour de l'élection du président du Congrès, ils votent blancs, avant de porter leurs suffrages au second tour sur Thierry Santa (Les Républicains-Rassemblement) pour qu'il soit élu à la majorité absolue et avec la totalité des voix non-indépendantistes. Pour la désignation des autres membres du bureau, ils votent pour la liste d'union Calédonie ensemble-Les Républicains sans en faire partie.

### Conseillers de la Province Sud

#### De 2013 à 2014
Outre Alexandra Malaval-Cheval (et Pierre Bretegnier qui se joint au parti en mars 2014), le MPC compte à sa fondation un deuxième conseiller à l'Assemblée de la Province Sud : Gil Brial. Élu lui aussi pour la première fois en 2009 sur la liste du Rassemblement-UMP menée par Pierre Frogier, il a dirigé le groupe de ce dernier parti au sein de cette assemblée jusqu'à sa dissidence en 2013, et est depuis le 20 septembre 2012 le 3e vice-président de l'Assemblée de la Province Sud chargé de l’économie, de la santé et du social, de la jeunesse, des transports et des infrastructures routières et publiques.
Au sein de cette assemblée, Alexandra Malaval-Cheval préside pour sa part la commission de la culture depuis 2011, et est membre de la commission de l'environnement, de celle de la jeunesse, des sports et des loisirs, de celle des équipements publics, de l'énergie et des transports et de celle chargée du suivi du plan provincial de développement durable. Pierre Bretegnier de son côté est depuis 2009 le président du conseil d'administration de la société d'investissement provincial PromoSud.

#### Depuis 2014
Le MPC gagne lors des élections provinciales du 11 mai 2014 cinq sièges sur les quarante-deux de l'assemblée provinciale et les huit obtenus par la liste UCF. Il s'agit de : Sonia Backès (remplacée le 5 juin 2014 par Paule Gargon puis de retour dans l'assemblée le 10 juillet 2015, elle ne siège plus comme UCF mais aux côtés des Républicains), Gaël Yanno, Gil Brial, Isabelle Champmoreau (remplacée le 10 juillet 2015 par Paule Gargon) et Eugène Ukeiwé. Ils constituent avec leurs alliés le groupe UCF de huit membres, dirigé par Nicole Robineau du RPC. Dans le cadre du « contrat de gouvernance solidaire », ils font partie de la nouvelle majorité, et votent ainsi le 16 mai 2014 pour Philippe Michel, Martine Lagneau et Dominique Molé respectivement à la présidence, la 1re et la 3e vice-présidence de l'assemblée, tandis que le MPC obtient le poste de 2e vice-président pour Gil Brial. Le MPC détient également au sein de cette institution la présidence d'une des quinze commissions, celle de l'environnement avec Eugène Ukeiwé (l'UCF en détient en tout trois, avec également celle des équipements publics, de l’énergie et des transports pour Philippe Blaise du MRC et celle de la condition féminine pour Nicole Robineau du RPC, jusqu'à ce que celle-ci rejoigne Calédonie ensemble le 15 juillet 2015). 

### Conseillers municipaux

#### Jusqu'aux élections municipales de mars 2014
- Nouméa[21],[22] : 20 élus sur les 42 du groupe Rassemblement-UMP et les 53 du conseil municipal ont rejoint le MPC et ont formé un groupe à part entière le 30 juillet 2013. Ils font toujours partie de la majorité du maire Jean Lèques, tout en ayant voté dans un sens contraire à celui-ci à plusieurs reprises. S'y retrouvent 11 des 15 adjoints au maire : Gaël Yanno (1er adjoint depuis 2001, conseiller municipal depuis 1989, Coordination de l'action municipale, Finances, Intercommunalité), Isabelle Champmoreau (2e adjointe depuis 2008, conseillère municipale depuis 2001, Jeunesse, Écoles, Constructions publiques), Michel Vittori (3e adjoint depuis 2008, Sécurité civile, Budget, Marchés publics, Patrimoine municipal), Jean-Claude Doudoute (5e adjoint depuis 2008, Sécurité publique, Administration générale, Ressources humaines), Maryse Frarin La Michellaz (6e adjointe depuis 1996, conseillère municipale depuis 1995, Environnement, Développement durable et Éco-citoyenneté depuis 2002), Francine Beyney (7e adjointe depuis 2001, Vie des quartiers et Insertion depuis 2008), Dominique Korfanty (8e adjointe depuis 2008, Solidarité, Action sociale, Personnes âgées et Logement social), Charles Éric (10e adjoint depuis 2008, Proximité, Cadre de vie, Commerce, Industrie, Artisanat, Relations avec les associations, Informatique), Malia Maugateau (12e adjointe depuis 2008, Relations avec les communautés), Jean Wasman (14e adjoint depuis 2008, État-civil, Relations avec les communautés et Sports) et Marie-Josée Barbier-Pontoni (15e adjointe depuis 2008, État-civil, Enfance, Famille). Les autres conseillers municipaux du MPC comptent : Bernadette Brizard Duméry (conseillère depuis 2001, déléguée pour le handicap et l'accessibilité à la ville), Luc Devillers (conseiller depuis 2008, délégué pour la modernisation administrative), Éric Eschenbrenner (conseiller depuis 2008, délégué pour les relations avec les associations sportives), Nicole Furic (conseillère depuis 2001, médiateur de la ville de Nouméa depuis 2010, déléguée pour le développement de la lecture), Sylvie Grandjean (conseillère depuis 2008, déléguée pour les cultures émergentes et traditionnelles), Marie-Laure Lafleur (conseillère depuis 2008, à l'origine membre du groupe d'opposition proche de Calédonie ensemble « Changer, c'est capital » de 2008 à 2011), Mireille Levy (conseillère depuis 2001, déléguée pour les activités festives et les grands rassemblements culturels), Lola Lomont (conseillère depuis 2008, déléguée pour les relations avec les communautés) et Gloria Outu (conseillère depuis 2008, ancienne membre du RPC de Jacques Lafleur de 2006 à 2008 puis du LMD de Simon Loueckhote de 2008 à 2011). Marc-Kanyan Case (conseiller depuis 1989, ancien adjoint de 1995 à 2008, délégué pour l’organisation des rencontres sportives internationales et pour la solidarité), proche malgré tout du camp « Yanniste », est resté finalement fidèle au Rassemblement-UMP.
- Dumbéa[23] : 1 élu sur les 29 du groupe Rassemblement-UMP et les 35 du conseil municipal a rejoint le MPC en faisant toujours partie de la majorité du maire Jean Lèques, il est de plus l'un des 10 adjoints : Léon Vaiagina (9e adjoint depuis 2008, Développement harmonieux des cultures).
- Sarraméa[24] : 1 élu sur les 5 du groupe « Entente communale » et les 15 du conseil municipal a rejoint le MPC en faisant toujours partie de la majorité transpartisane du maire Prisca Holéro (FLNKS-UNI-Palika), il est de plus l'un des adjoints : Jean-Charles Moglia (1er adjoint depuis 2010, conseiller municipal depuis 1989, tête de la liste « Entente communale » arrivée en première position en 2008).
- Moindou[25] : 3 élus sur les 15 du conseil municipal opposés au maire Léon-Joseph Peyronnet (Calédonie ensemble) : Marie-Françoise Forest (2e adjointe depuis 2008 mais dans l'opposition depuis 2012, élue en 2008 sur la liste « Ensemble pour l'avenir de Moindou » de Léon-Joseph Peyronnet, proche de l'Avenir ensemble puis de Calédonie ensemble), Gérald Robelin (3e adjoint depuis 2008 mais dans l'opposition depuis 2012, élu en 2008 sur la liste « Entente communale de Moindou » de David Tournier, soutenue par le Rassemblement-UMP et la FCCI), Numa Huyard (conseiller depuis 2001, élu en 2008 sur la « liste d'entente citoyenne » de Ghislain Santacroce, proche de l'Avenir ensemble).

#### De 2014 à 2020
À la suite des élections municipales de mars 2014, le MPC est ainsi représenté dans les communes : 
- Nouméa : 8 élus MPC sur les 12 de l'UCF et les 53 du conseil municipal (Gaël Yanno, Isabelle Champmoreau, Gilles Ukeiwé, Sonia Backès, Charles Éric, Jonas TaofifenuaFrancine Beyney, Marie-Josée Barbier-Pontoni), dirigés par Charles Eric chef de l'opposition municipale ;
- Sarraméa : 3 élus sur 15 (Jean-Charles Moglia, Isidore Tholo, Kathleen Mediara) ;
- Dumbéa : 2 élus sur 35 (Gil Brial, Virginie Barreau).

## Campagnes et résultats électoraux

### Municipales de 2014
Pour les élections municipales de mars 2014, le MPC (et l'UCF) soutiennent les candidatures suivantes :
- Nouméa : Gaël Yanno (président du parti, 1er adjoint sortant, ancien député) annonce sa candidature le 26 septembre 2013 à la mairie de Nouméa en vue des élections municipales de 2014[26]. Le 2 décembre suivant, il obtient de plus l'investiture de l'UMP, celle-ci l'ayant finalement préféré à Jean-Claude Briault (candidat du Rassemblement-UMP et de l'ECF soutenu par le maire sortant Jean Lèques qui ne se représente pas) après avoir réalisé un sondage à Nouméa pour les départager[16]. Il recueille 11 875 voix et 34,66 % des suffrages exprimés au premier tour, talonnant la liste de Calédonie ensemble tirée par Sonia Lagarde (536 votes et 1,62 points d'écarts). Après avoir fusionné avec la liste de Jean-Claude Briault pour le second tour, il est battu par Sonia Lagarde en totalisant 16 588 bulletins et 48,38 % pour 13 sièges sur 53 (dont 7 issus du MPC).
- Dumbéa : Gil Brial (porte-parole du parti, vice-président de l'Assemblée de la Province Sud, président du syndicat mixte des transports urbains SMTU) se présente le 5 décembre 2013 comme tête de la liste « Union pour Dumbéa »[27]. Il arrive troisième du premier tour avec 1 559 votes et 15,83 % des suffrages, derrière la liste de l'ECF menée par le maire sortant Rassemblement-UMP Georges Naturel et l'ancien maire Calédonie ensemble Bernard Marant. Au second tour, dans une quadrangulaire, il se maintient à nouveau à la troisième place avec 1 314 votes (13,23 %) et 2 sièges sur 35.
- Mont-Dore : le parti et l'ensemble de l'UCF décident le 19 décembre 2013 d'investir comme tête de la liste « Union pour le Mont-Dore » Chantal Courtot (52 ans, nouvelle venue en politique, fonctionnaire de profession et militante associative)[28]. Elle arrive quatrième et dernière avec 935 votes et 8,42 % des suffrages exprimés au premier tour, ne fusionne avec aucune liste et se contente d'appeler à ne pas voter pour la liste indépendantiste au second tour.
- Païta : le parti et l'ensemble de l'UCF décident le 11 décembre 2013 d'investir comme tête de la liste « Union pour Païta » Louisa Bréhé (sans étiquette divers droite, conseillère municipale d'opposition après avoir été dans la majorité de 1989 à 2008 et adjointe de Harold Martin de 1995 à 2008, ancienne membre du Rassemblement-UMP jusqu'en 2009 puis de Calédonie ensemble de 2009 à 2012). Elle présente certaines figures de sa liste, dont l'unique élue du MPC au Congrès, Alexandra Malaval-Cheval[29]. Elle arrive cinquième sur huit listes avec 571 voix et 7,56 % des suffrages au premier tour. Elle ne fusionne avec aucune liste et n'appelle à voter pour personne au second tour.
- Boulouparis : Philippe Bourgine (ingénieur forestier, ancien président de section locale du Rassemblement-UMP) présente sa liste qu'il dit vouloir d'ouverture « Union pour Boulouparis » le 16 septembre 2013[30]. Il arrive cinquième et avant-dernier au premier tour avec 129 votes et 6,32 % des suffrages exprimés, et ne fusionne avec aucune liste pour le second tour.
- Sarraméa : Jean-Charles Moglia (1er adjoint sortant) se représente le 11 septembre 2013[31]. Il arrive troisième et avant-dernier lors du tour unique avec 80 voix et 19,95 % des suffrages exprimés, pour 3 élus sur 15. Ceux-ci votent, lors de l'élection du maire le 30 mars 2014, pour le candidat Calédonie ensemble Alexandre Némébreux qui est élu grâce au ralliement d'une élue indépendantiste.
- Moindou : Gérald Robelin (3e adjoint sortant) est présenté le 15 octobre 2013. Il arrive sixième et dernier du tour unique, avec 26 voix et 4,38 % des suffrages exprimés, pour aucun élu.

### Provinciales de 2014
Pour les élections provinciales du 11 avril 2014, le MPC et l'UCF arrêtent la stratégie suivante dans chaque province :
- Sud : une liste UCF menée par Sonia Backès, suivie de Gaël Yanno.
- Nord : une liste d'union des non-indépendantistes, normalement menée par Gérard Poadja de Calédonie ensemble. Mais de fortes divergences de vue apparaissent entre ce dernier d'une part et l'UCF associée au Front pour l'unité (FPU, nom pris pour ces élections par l'ECF) d'autre part, au sujet des suivants de liste.
- Îles Loyauté : une liste d'union des non-indépendantistes, baptisée « L'autre voix(e) » et menée par Simon Loueckhote du FPU-LMD.